# Jülich Aachen Research Alliance
Die Jülich Aachen Research Alliance (Abk.: JARA) ist eine Organisation der RWTH Aachen und des Forschungszentrums Jülich, die keine eigenständige juristische Person ist und vor allem der gemeinsamen Forschung dient. JARA wurde im Jahr 2007 gegründet.

## Aufgaben
Eine der wichtigsten Aufgaben ist die Realisierung von Forschungsvorhaben, welche die Partner im Alleingang nicht umsetzen könnten. Außerdem wird z. B. auch in den Bereichen der Bildung und der Nutzung wissenschaftlicher Infrastruktur zusammengearbeitet.

## Forschungsarbeit
Zurzeit (Oktober 2015) erstreckt sich die wissenschaftliche Arbeit auf sechs Bereiche:
- JARA ENERGY liefert Forschung zum Themenkomplex nachhaltige Energie.
- JARA BRAIN deckt das Gebiet der Hirnforschung und Neurowissenschaften ab.
- JARA FIT für den Bereich der Informationstechnologien.
- JARA HPC – High Performance Computing.
- JARA FAME – Forces and Matter Experiments (gegründet im Januar 2013). Die Sektion beschäftigt sich mit physikalischer Grundlagenforschung im Bereich der Kern- und Teilchenphysik und soll dazu beitragen, die Materie-Antimaterie-Asymmetrie im Universum  zu untersuchen.[3]
- JARA SOFT – Soft Matter Science[4]